# Arcis-le-Ponsart

Arcis-le-Ponsart este o comună în departamentul Marne, Franța. În 2009 avea o populație de 270 de locuitori.